# Férfi 400 méteres síkfutás a 2005. évi nyári európai ifjúsági olimpiai fesztiválon
A 2005. évi nyári európai ifjúsági olimpiai fesztiválon az atlétikai versenyszámokat Lignano Sabbiadoróban rendezték. A férfi 400 méteres síkfutás előfutamait július 5-én, a döntőt pedig július 7-én rendezték.

## Előfutamok
| H  | F | Név                    | Nemzet                | E     | Mj |
| -- | - | ---------------------- | --------------------- | ----- | -- |
| 1  | 2 | Armuth Gábor           | Magyarország          | 48.82 | QA |
| 2  | 1 | Giuseppe Aita          | Olaszország           | 49.03 | QA |
| 3  | 1 | Bohdan Stoliarchuk     | Ukrajna               | 49.04 | QA |
| 4  | 4 | Arnoud Ghislain        | Belgium               | 49.45 | QA |
| 5  | 3 | Angel Tomas Guerrero   | Spanyolország         | 49.72 | QA |
| 6  | 2 | Pavel Setin            | Azerbajdzsán          | 50.04 | QA |
| 7  | 1 | Carlos Pinheiro        | Portugália            | 50.20 | QB |
| 8  | 4 | Stefan Estelmann       | Németország           | 50.30 | QB |
| 9  | 3 | Tilemachos Routas      | Görögország           | 50.83 | QB |
| 10 | 1 | Olsen Rasmus Brangtrup | Dánia                 | 50.90 | QB |
| 11 | 2 | Maxime Teniere         | Franciaország         | 51.11 | QB |
| 12 | 3 | Robin Konvica          | Csehország            | 51.43 | QB |
| 13 | 4 | Robertas Remeza        | Litvánia              | 52.19 |    |
| 14 | 4 | Ivan Gajic             | Szerbia és Montenegró | 52.24 |    |
| 15 | 3 | Dino Kudec             | Horvátország          | 52.90 |    |
| 16 | 3 | Luca Buscarini         | San Marino            | 53.53 |    |
| 17 | 4 | George Cosmin Stoian   | Románia               | 53.67 |    |
| 18 | 1 | Maikel Da Silva        | Andorra               | 56.53 |    |

## Döntő
| A döntő | A döntő                | A döntő       | A döntő | A döntő |
| H       | Név                    | Nemzet        | E       | Mj      |
| ------- | ---------------------- | ------------- | ------- | ------- |
| Arany   | Arnoud Ghislain        | Belgium       | 47.92   |         |
| Ezüst   | Armuth Gábor           | Magyarország  | 48.18   |         |
| Bronz   | Pavel Setin            | Azerbajdzsán  | 48.24   |         |
| 4       | Bohdan Stoliarchuk     | Ukrajna       | 48.35   |         |
| 5       | Angel Tomas Guerrero   | Spanyolország | 48.40   |         |
| 6       | Giuseppe Aita          | Olaszország   | 48.65   |         |
| B döntő |                        |               |         |         |
| H       | Név                    | Nemzet        | E       | Mj      |
| 1       | Stefan Estelmann       | Németország   | 49.72   |         |
| 2       | Carlos Pinheiro        | Portugália    | 49.76   |         |
| 3       | Tilemachos Routas      | Görögország   | 49.97   |         |
| 4       | Olsen Rasmus Brangtrup | Dánia         | 50.13   |         |
| 5       | Maxime Teniere         | Franciaország | 50.41   |         |
| 6       | Robin Konvica          | Csehország    | 50.92   |         |